# Shin Megami Tensei IV
Shin Megami Tensei IV (真・女神転生IV?  "Den sanna gudinnans återfödelse IV") är ett postapokalyptiskt datorrollspel som utvecklades av Atlus till Nintendo 3DS. Spelet är den femte delen i Shin Megami Tensei-serien, som är en del av den större serien Megami Tensei, men har ingen direkt koppling till handlingen i tidigare delar. Det släpptes den 23 maj 2013 i Japan, den 16 juli 2013 i Nordamerika och den 9 november 2013 i Sydkorea, och gavs ut digitalt via Nintendo Eshop den 30 oktober 2014 i Europa, Australien, Nya Zeeland, Afrika och Mellanöstern.
Spelupplägget liknar det i tidigare Shin Megami Tensei-spel, och inkluderar det turordningsbaserade Press Turn-systemet från tidigare spel, i vilket spelaren och fienderna utnyttjar varandras svaga punkter. Berättelsen följer Flynn, en samuraj som skyddar det medeltida kungadömet Mikado från demoner. När en mystisk "svart samuraj" börjar förvandla befolkningen till demoner skickas Flynn och tre av hans kompanjoner ut för att tillfångata henne. Jakten på den svarta samurajen får Flynn och hans kompanjoner att bli inblandade i en maktkamp mellan änglar och demoner.
Spelets utveckling påbörjades 2009, efter att det föregående spelet hade fullbordats; utvecklingsteamet bestämde sig för att göra ett nytt numrerat Shin Megami Tensei-spel på grund av önskemål från spelare, och hade för avsikt att skildra samma "punkkänsla" som i det första Shin Megami Tensei. Spelets scenario skrevs av seriens figurdesigner Kazuma Kaneko, och huvudfigurerna samt vissa demoner designades av Masayuki Doi. Spelet var ett av de bäst säljande i Japan år 2013, och har blivit positivt mottaget av kritiker, både i Japan och internationellt. En uppföljare, Shin Megami Tensei IV: Apocalypse, gavs ut 2016.

## Spelupplägg
I Shin Megami Tensei IV tar spelaren rollen som samurajen Flynn. Han styrs i tredje person, både i 3D-omgivningar och längs med 2D-kartor som ses från ovan. På kartor representeras spelarens trupp och fientliga demoner av ikoner. Strider ses i första person, med fiender synliga på Nintendo 3DS-konsolens övre skärm, och spelarens trupps status och menyer på den nedre skärmen. Liksom i andra datorrollspel blir spelarfiguren starkare och tar sig framåt i spelet genom att utföra uppdrag; han tjänar också på det viset in macca, en fiktiv valuta som spelaren kan använda för att köpa föremål och utrustning. Vissa uppdrag är förknippade med spelets berättelse och är obligatoriska för att ta sig vidare, medan andra är valfria. Om spelarfiguren blir besegrad i strid kan han återvända till spelet genom att betala macca. Om han dör flera gånger låses ett enklare spelläge upp, i vilket spelaren har möjligheten att fly från strider när han eller hon vill.
De områden Flynn ytforskar är befolkade av kringvandrande fientliga demoner. En strid börjar när Flynn angriper en fiende (vilket ger spelaren ett försprång i striden), när en fiende springer in i Flynn från sidan eller bakifrån (vilket ger fienden ett försprång), eller när de springer in i varandra. Spelaren styr Flynn och upp till tre allierade demoner i strider, med en datorstyrd mänsklig figur som stöd. Under stridens gång påverkas spelarens och fiendens handlingar av det turordningsbaserade Press Turn-systemet, ett stridssystem från tidigare Shin Megami Tensei-spel. Systemet kretsar kring utnyttjandet av fysiska och magiska svagheter: om en figur använder en attack som motståndaren är svag mot, eller lyckas ge en "kritisk träff", får den attackerande figuren en extra omgång att utföra en handling på innan det blir motståndarens tur. Om attacken blockeras eller absorberas av motståndaren förlorar den attackerande figuren istället en omgång. Ibland, när en figur kommer åt en svaghet eller ger en kritisk träff, får de statusen "flinande"; när en figur flinar ökar den skada dess attacker gör tillfälligt, medan dess svagheter elimineras och sannolikheten att de ska lyckas undvika attacker ökar.
Bland övriga system finns demon-rekrytering och demon-fusion, som återanvänds från tidigare Shin Megami Tensei-spel. För att rekrytera demoner till sin trupp måste spelaren välja att tala med en fiende-demon istället för att slåss mot den, och sedan förhandla om dess tjänstgöring; förhandlingarna kan involvera smicker, mutor och hot. Det finns fler än 400 typer av demoner tillgängliga att rekrytera. Demon-fusion innebär att spelaren tar två eller fler av sina allierade demoner och smälter samman dem till en enda ny demon. När spelaren smälter samman demoner kan han eller hon välja vilka av demonernas förmågor som ska behållas och vilka som ska kasseras. Fusions-historiken för enskilda demoner – det vill säga alla de sammanslagningar som har skett för att uppnå demonen – upptecknas, så att spelare kan se över den senare. Spelarfiguren får erfarenhetspoäng när spelaren fullföljer förhandlingar och demon-fusioner. Vissa demoner ändrar form utan att behöva genomgå fusion; istället förändras de på egen hand när deras nivå ökar, vilket sker efter hand som de får mer erfarenhet i strid. Efter hand som Flynns nivå stiger blir fler fusioner tillgängliga. Demoner som är en del av spelarens trupp kan lära Flynn nya förmågor när deras nivå stiger, som han sedan själv kan använda i strid. Spelare kan utbyta demoner med varandra genom Nintendo 3DS-systemets Streetpass-funktion.

## Handling

### Miljö och figurer

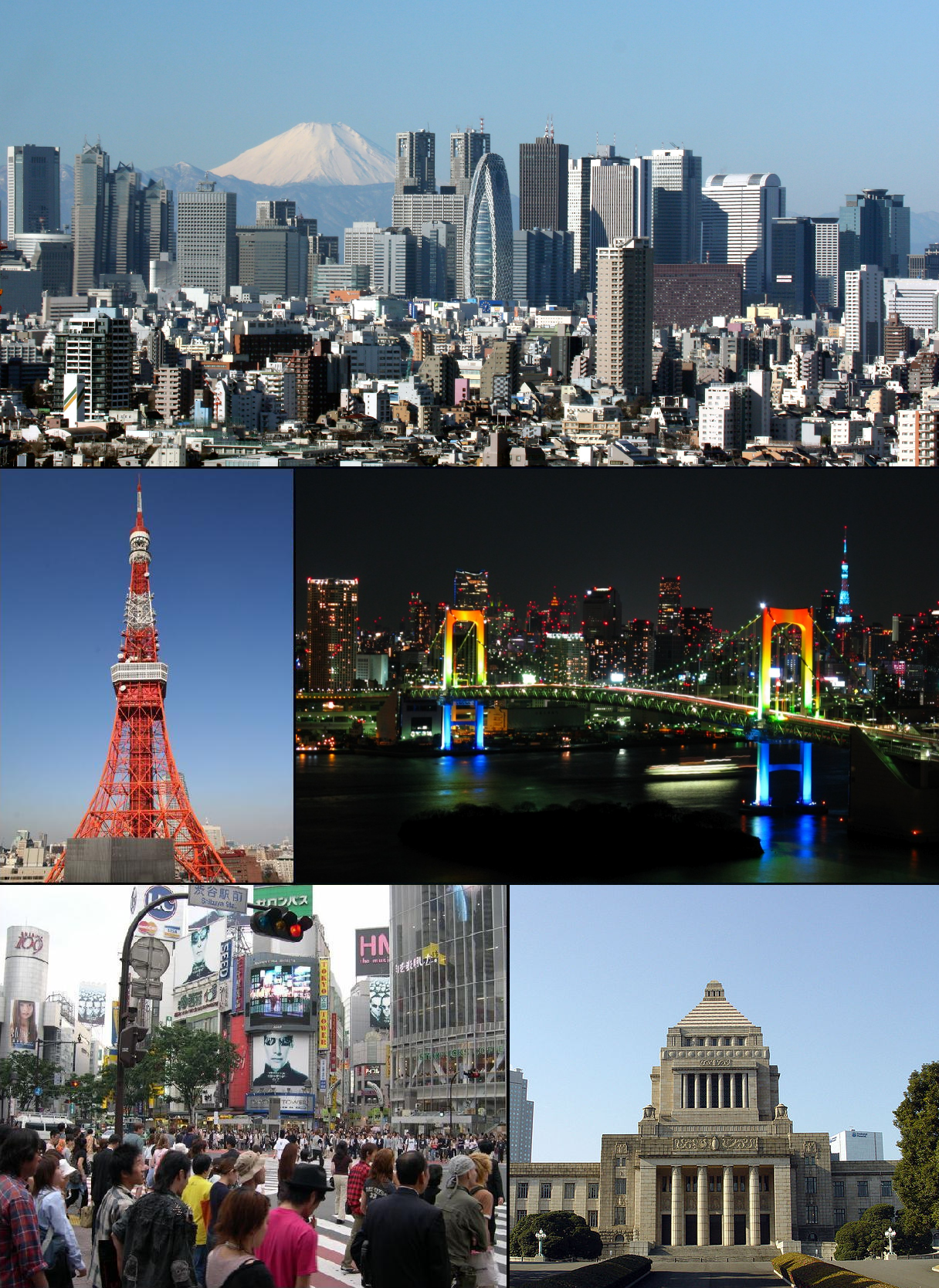
Spelet utspelar sig till stor del i Tokyo. I bildmontaget syns flera platser som spelaren kan besöka. Från topp vänster: Shinjuku, Tokyo Tower, Regnbågsbron, Shibuya, Japans parlament.

Shin Megami Tensei IV utspelar sig i en värld skild från övriga Shin Megami Tensei-spel, men med flera återkommande demoner och förmågor från tidigare delar. De två platser som spelaren besöker är det österländska kungadömet Mikado, ett feodalt samhälle inspirerat av medeltidens Europa och som i hemlighet styrs av änglar, och Tokyo, en futuristisk stad som är innesluten i en kupol av sten och som styrs av demoner. Före händelserna i spelet blev Tokyo ett fäste för demoner och hotades att utplånas av änglar, när en medlem i Tokyos anti-demonkår tämjde demonen Masakado (マサカド?), och smältes samman med honom för att skapa en skyddande kupol över staden. Mikado är byggd ovanpå kupolens yta. Efter att kupolen hade skapats passerade tjugo år i Tokyo, medan mer än tusen år passerade i Mikado. Rester av teknologi och föremål från Tokyo finns spridda runtom i landet, och efterforskas av Mikados kyrka, som kallar dem "mystiska reliker".
Spelaren styr en samuraj som är Tokyos räddare pånyttfödd. Hans namn är som standard Flynn (フリン Furin?), men kan ges ett valfritt namn av spelaren. Liksom tidigare spelarfigurer i Megami Tensei är han en "tyst protagonist", vars handlingar och attityd bestäms av spelaren. Det finns tre andra figurer som följer med Flynn på hans resa, som representerar de tre livsåskådningar som finns i spelet: Jonathan (ヨナタン Yonatan?) som representerar lag, Walter (ワルター Warutā?) som representerar kaos och Isabeau (イザボー Izabō?) som representerar neutralitet. Bland andra viktiga figurer finns Flynns AI-assistent Burroughs (バロウズ Barouzu?), den mäktiga demonen Lilith (リリス Ririsu?) och Flynns före detta vän Issachar (イサカル Isakaru?).

### Intrig
Shin Megami Tensei IV börjar med att Flynn och hans vän Issachar reser till Mikado-slottet för att genomgå ett test och se om de är värdiga att bli samurajer - Mikados väktare som slåss mot och kontrollerar demoner. Issachar misslyckas, medan Flynn lyckas och omedelbart blir initierad tillsammans med övriga kandidater, däribland Walter, Jonathan och Isabeau. De nyblivna samurajerna får elektroniska stridshandskar som innehåller artificiella intelligenser; Flynns AI, en kvinna vid namn Burroughs, ger honom råd under spelets gång. En kort tid efter att de har blivit initierade rapporteras det om problem på landsbygden, där en person som kallar sig "den svarta samurajen" delar ut böcker skrivna för att sprida "kunskap och klokhet"; vissa av Mikados invånare, däribland Issachar, förvandlas till demoner efter att ha läst böckerna på sammankomster de kallar sabbater. Samurajerna skickas för att konfrontera den svarta samurajen och de demoniska invånarna. Efter att ha återställt ordningen och dödat den demoniske Issachar får samurajerna order om att förfölja den svarta samurajen till landet under Mikado: Tokyo. Samurajerna tar sig ner genom en tunnel som leder till toppvåningen på en skyskrapa; de upptäcker att Tokyo är en stad som är täckt av en stenkupol, medan Mikado ligger på kupolens yta.
Gruppen utforskar Tokyo under sin jakt på den svarta samurajen, och möter ett antal fiender på sin väg: demonerna som hemsöker Tokyo; yakuza som styr över staden och ger befolkningen ordning; och Gaea-ringen, en kult som är dedikerad till sin ledare Yuriko. Gruppen upptäcker att den svarta samurajen är Yuriko, en demon vars sanna namn är Lilith, och att hon hade som mål att sprida kaos till Mikado och underminera dess ordnade och stagnerade samhällsstruktur. Gruppen lyckas också att rädda tre mystiska maskerade män från Tokyo, på order från syster Gabby från Mikados kyrka. Lilith övertygar Walter att yakuza måste besegras och att fler demoner ska släppas lös i Tokyo, medan Gabby övertygar Jonathan att Lilith måste dödas. Flynn kan välja att stödja antingen Walter eller Jonathan, men oavsett vad han väljer blir både Gaea-ringen och yakuza besegrade, medan demoner släpps lös i Tokyo via Yamato-reaktorn, en energikälla som kopplar samman parallella dimensioner. Flynn, Walter och Jonathan utforskar två parallella världars Tokyo: en där lag är den dominerande åskådningen, och en där kaos är det. I båda världarna har Flynns föregående inkarnation blivit dödad.
Efter att gruppen har sett de parallella världarna räknar spelet ut vad Flynns livsåskådning är baserat på de moraliska beslut spelaren har fattat genom spelets gång; handlingen förgrenas sedan i tre "rutter" – en för lag, en för kaos och en för neutralitet – och fortskrider längs med den som motsvarar Flynns livsåskådning. Dessutom kan spelaren oavsett Flynns livsåskådning alltid välja att lyda de Vita – himmelska väsen som önskar se jordens undergång – och utplåna världen. Om spelaren istället fortsätter längs med en av de tre rutterna, allierar Jonathan sig med Mikados nya ledare, de fyra ärkeänglarna Gabriel, Uriel, Rafael och Mikael – dessa är syster Gabby och de tre maskerade männen som samurajerna räddade tidigare. Änglarna och Jonathan smälter samman till en enda varelse: Guds vagn, Merkaba. Walter allierar sig och smälter samman med Lucifer, den mäktigaste demonen; de har som mål att förgöra Mikado. Om Flynns livsåskådning är lag samarbetar han med Merkaba och besegrar Lucifer. För att förhindra att Mikados befolkning ska komma till ytterligare skada av Tokyos inflytande förgör de staden; de begår även självmord då Merkaba anser att de har blivit orena på grund av deras kontakt med Tokyo. Om Flynns livsåskådning istället är kaos, samarbetar han med Lucifer och besegrar Merkaba. Efter att ha förgjort Mikado påbörjar de ett krig mot Gud. Oavsett om Flynns åskådning är lag eller kaos så återvänder Isabeau för att stoppa Flynn å mänsklighetens vägnar, men begår självmord efter att Flynn besegrar henne i strid. Om Flynns åskådning istället är neutralitet samarbetar Flynn och Isabeau i kampen mot både Merkaba och Lucifer, och får hjälp av Masakado. Efter att ha besegrat Merkaba hjälper Isabeau Mikados befolkning att evakuera till Tokyo. Efter att även Lucifer har besegrats använder Masakado sin kraft till att förstöra den omgivande kupolen, vilket förgör Mikado och låter Tokyo åter nås av solljus.

## Utveckling
Spelet utvecklades av Atlus-studion Maniacs Team. Utvecklingen började år 2009, efter att de hade fullbordat Nintendo DS-spelet Shin Megami Tensei: Strange Journey. De lyssnade på önskemål från spelare, och bestämde sig för att göra det första numrerade Shin Megami Tensei-spelet sedan Shin Megami Tensei III: Nocturne år 2003. Spelet inspirerades av "punk-känslan" från det första Shin Megami Tensei. Spelets scenario skrevs av Kazuma Kaneko, en figurdesigner och författare för serien. Konceptet med det medeltida Mikado och det moderna Tokyo valdes på grund av kontrasten i värderingarna hos de demonjagande Mikadoborna, och Tokyos befolkning som kontrolleras av demoner. Redan i ett tidigt skede bestämdes det att Shin Megami Tensei IV skulle utvecklas till en bärbar plattform, för att vara smidigare för spelare. Press Turn-stridssystemet, som först introducerades i Nocturne, justerades något. Möjligheten att förändra spelets svårighetsgrad lades till för att locka nya spelare till att prova Shin Megami Tensei-serien, då den hade fått rykte om att ha väldigt hög svårighetsgrad. Berättelsen och spelets gameplay utformades för att försöka förändra åsikten att "sociala spel" är tillräckliga, och för att tilltala en äldre generation spelare.
Eiji Ishida, som tidigare hade arbetat med Nocturne och Strange Journey, var spelets art director, medan Masayuki Doi designade huvudfigurerna. Doi hade tidigare arbetat med serien som designer för miljöer i Nocturne, men hade inte tidigare designat figurer för Shin Megami Tensei. Han valdes till att designa figurerna på grund av sitt arbete med Trauma Center-serien. Mycket av Dois design för Shin Megami Tensei IV hade Kanekos tidigare verk som inspirationskälla. Huvudfigurerna designades kring olika arketyper. Jonathan och Walter designades för att representera lag respektive kaos, medan Isabeau designades för att representera neutralitet. Burroughs, Isabeau och andra kvinnliga figurer designades också för att vara viljestarka och ha stark fysik, med "starka kvinnliga arketyper" som bas. Flynns kläder designades för att vara intetsägande, för att betona spelarens kontroll över Flynns handlingar. Samuraj-uniformerna designades för att både representera kungadömet Mikado och element från traditionella japanska kläder. Den slutgiltiga designen var en kombination av element från österländska och västerländska kläder. Samurajernas hållning i strid och handtagen på deras katana inspirerades av Jediorden och deras ljussablar i filmserien Star Wars. Doi designade även tillbehör och utrustning till Flynn, och kläder till hälften av de ej spelbara figurerna. Demonerna designades av flera olika designers, däribland Doi, Keita Amemiya, Yoshihiro Nishimura och Kyoma Aki.

## Musik
Spelets musik komponerades främst av Ryota Koduka, med vissa kompositioner av Ken'ichi Tsuchiya och Toshiki Konishi. De började komponera sent under spelets utveckling, och höll på i cirka ett år. Kazuyuki Yamai, spelets regissör, satte ursprungligen en gräns på antalet låtar som skulle vara med, men efter hand som de fortsatte växte antalet låtar mer och mer. Motiv från tidigare Shin Megami Tensei-spel vävdes in för att frambringa en känsla av familjaritet hos personer som har spelat tidigare spel i serien. Ett album på fyra skivor med  spelets soundtrack gavs ut den 26 februari 2014 av Mastard Records, och placerade sig på Oricon-listan i två veckor; som högst nådde albumet placering #64.

## Lansering
Spelet gavs ut av Atlus till Nintendo 3DS den 23 maj 2013 i Japan och den 16 juli samma år i Nordamerika. Den 9 november 2013 gav Nintendo ut spelet i Sydkorea. Den 30 oktober 2014 gav Atlus även ut spelet digitalt via Nintendo Eshop i Europa, Australien, Nya Zeeland, Afrika och Mellanöstern. Den europeiska utgivningen tillkännagavs redan den 17 april 2013 i en Nintendo Direct-sändning, men några fler detaljer avslöjades sedan inte förrän i juli 2014, då Atlus tillkännagav att spelet skulle släppas i Europa i september 2014 som ett Nintendo Eshop-exklusivt spel. I september 2014 sköts dock släppdatumet upp till slutet av oktober 2014, då det i sista minuten hade upptäckts buggar.
Spelet har åldersrekommendationerna C (15 år) i Japan, M (17 år) i Nordamerika, 12 år i Europa och M (15 år) i Australien.

## Mottagande
| Mottagande      | Mottagande              |
| Samlingsbetyg   | Samlingsbetyg           |
| Tjänst          | Betyg                   |
| --------------- | ----------------------- |
| Gamerankings    | 84,03% (37 recensioner) |
| Metacritic      | 83/100 (48 recensioner) |
| Recensionsbetyg |                         |
| Publikation     | Betyg                   |
| Eurogamer       | 8/10                    |
| Famitsu         | 37/40                   |
| Game Informer   | 8,5/10                  |
| Gamespot        | 8/10                    |
| IGN             | 8.5/10                  |
| Joystiq         | [ 34 ]                  |
| Destructoid     | 9.5/10                  |

Spelet har fått positiv kritik, både i Japan och internationellt. Recensionssammanställnings-sidorna Gamerankings och Metacritic gav betygen 84,03% respektive 83/100, baserat på 37 respektive 48 recensioner. Framförallt spelets stridssystem har blivit positivt uppmärksammat: publikationerna Famitsu, IGN, Gamespot, Eurogamer, Joystiq, Destructoid och Game Informer har alla gillat det trots "plötsliga stegrande i svårighetsgraden", och har uppskattat att spelet tillåter nykomlingar till serien att justera svårigheten. Demon-förhandlingen och -fusionen har också uppskattats; flera recensenter kallade det både underhållande och förbättrat jämfört med i tidigare Shin Megami Tensei-spel. En aspekt som har blivit kritiserad är navigationen över Tokyo-kartan, som har kallats svår att följa och dåligt utformad.
Recensenter har inte varit lika eniga vad gäller berättelsen och figurerna. Destructoid var positiv till dem, medan Eurogamer och Game Informer kände att figurerna inte hade något syfte mer än att representera de moraliska vägar spelaren kan gå. IGN, Joystiq och Gamespot uppskattade inte figurerna, utan kallade dem irriterande eller lätta att glömma bort. Siliconera höll till viss del med, men påstod att detta var på grund av att spelet egentligen handlar om Tokyos befolkning, inte Flynn, Jonathan, Walter och Isabeau. Recensenter har även varit oeniga om spelets grafik: Vissa hyllade den, medan andra kallade den intetsägande eller lågkvalitativ.
Spelet har blivit nominerat till vissa priser: det kom på andra plats i Game Music Onlines kategori för "bästa österländska soundtrack" 2013, och nominerades i deras kategori för "enastående presentation vid musik i spel" samma år; det nominerades i IGN:s kategori "bästa Nintendo 3DS-berättelse" 2013; och det kom på tredje plats i Nintendo Lifes kategori för "bästa butikssålda tredjepartsutvecklade Nintendo 3DS-spel - läsarnas pris" 2013.

### Försäljning
Shin Megami Tensei IV var det bäst säljande datorspelet i Japan under sin debutvecka, med 188 562 sålda exemplar – 80,14 % av alla exemplar som skickats ut inför lanseringen – vilket innebar Atlus bästa debutvecka sedan 2008 då Persona 4 såldes i 192 812 exemplar under samma tid. Vid slutet av 2013 var spelet årets 30:e bäst säljande datorspel i Japan, med 251 334 sålda exemplar. I januari 2014 hade dessutom 96 000 exemplar sålts i Nordamerika sedan det gavs ut i den regionen i juli 2013. I juli 2015 hade mer än 600 000 exemplar sålts över hela världen.

## Eftermäle
Två manga-serier baserade på spelet har givits ut: Shin Megami Tensei IV: Demonic Gene, som handlar om Walter, och Shin Megami Tensei IV: Prayers, som handlar om Jonathan. De ges ut digitalt på magasinet V Jumps webbsida, och har även tryckts i två tankōbon-volymer vardera. Serieantologi Shin Megami Tensei IV: Dengeki Comic Anthology gavs ut av Dengeki den 27 augusti 2013. En art book med konst från spelet, Birth of the Shin Megami Tensei IV, gavs ut av Enterbrain i Japan den 9 augusti 2013. Den planeras även ges ut på engelska i mars 2016[uppföljning saknas] under titeln Shin Megami Tensei IV: Official Artworks. En uppföljare till spelet, Shin Megami Tensei IV: Apocalypse, lanserades den 10 februari 2016 till Nintendo 3DS i Japan.

### Fotnoter
1. ↑  Begreppet "kritiska träffar" (en. "critical hits") syftar på tillfällen när en attack ger bättre resultat än vad den normalt skulle göra. Detta sker slumpmässigt.
2. ↑  Japanska: 真・女神転生IV DEMONIC GENE
3. ↑  Japanska: 真・女神転生IV - Prayers -
4. ↑  Japanska: Shin Megami Tensei IV: Dengeki Komikku Ansorojī (真・女神転生IV 電撃コミックアンソロジー?)